# Xanthorhoe braunsi
Xanthorhoe braunsi là một loài bướm đêm trong họ Geometridae.